# Fernando Llorente
Fernando Javier Llorente Torres (Pamplona, Navarra; 26 de febrero de 1985) es un exfutbolista español que jugaba como delantero centro. Ganó el Mundial 2010 y la Eurocopa 2012 con la selección española.
Su formación como futbolista profesional la efectuó en la cantera del Athletic Club, en Lezama, al pasar por todos los equipos del club. El 16 de enero de 2005 debutó con el primer equipo en Primera División frente al Real Club Deportivo Espanyol en San Mamés. Tres días después, disputando su segundo partido, marcó su primer gol y consecutivamente su primer hat-trick. Con el club rojiblanco es subcampeón de la Copa del Rey de 2008-09 y 2011-12 y subcampeón de la Liga Europa de 2011-12. En la temporada 2011/12 recibió el Trofeo Zarra, premio otorgado al máximo goleador español de LaLiga, logró su segundo hat-trick oficial y, además, alcanzó el récord de máximo goleador del Athletic Club en Liga Europa.
Habitual en las categorías inferiores de la selección española, ganó la Bota de Plata del Mundial de Fútbol Sub-20 de 2005. Con la selección absoluta debutó frente a la selección chilena el 19 de noviembre de 2008, en El Madrigal. Con la absoluta lució el dorsal «19». Desde su debut, ha participado en tres torneos internacionales de selecciones: Copa FIFA Confederaciones 2009; en la que quedó tercero, Copa Mundial de Fútbol de la FIFA de 2010; en la que se proclamó campeón del Mundo, y Eurocopa 2012; en la que se proclamó campeón de Europa.

## Trayectoria

### Inicios y formación
Fernando Llorente nació el 26 de febrero de 1985, en el hospital de Pamplona, adonde su madre acudió para dar a luz, desde la localidad riojana de Rincón de Soto, donde residía. Mostró buenas dotes para el fútbol desde temprana edad. En su localidad, Rincón de Soto, La Rioja, no había equipo infantil, por lo que comenzó jugando en el equipo navarro C. F. Funes. Un año después pasó a formar parte de las categorías inferiores del Club Atlético River Ebro, el club de su localidad, donde estuvo temporada y media.
En 1996, José María Amorrortu, extécnico y exjugador del Athletic avistó a Llorente y le sugirió ingresar en el Athletic Club. Tras una prueba en Lezama, donde entrena la cantera «rojiblanca», terminó incorporándose al conjunto bilbaíno. En aquella época, también llamó la atención de los clubs, tanto por su físico como por sus dotes técnicas, F. C. Barcelona, R. C. D. Espanyol y C. A. Osasuna, con quién lo tenían casi cerrado, pero Amorrortu con la ayuda de un tío de Fernando, hincha del club, logró reclutarle para el Athletic Club.
Fernando se incorporó al Athletic Club de Bilbao a los once años. Pero durante su primera temporada, siendo alevín, solo jugaba las segundas partes de los partidos, ya que aún no entrenaba en las instalaciones de Lezama. Un año más tarde, la familia Zabala, próxima a la de Amorrortu, acogió en su casa a la nueva promesa del club, en el barrio de Las Arenas en la localidad de Guecho, Vizcaya, donde vivió durante dos años, hasta que cumplió los catorce y se trasladó a la residencia de estudiantes de Derio, donde convivió junto a otros jugadores como Aduriz, Iraola o Carlos Gurpegi. En la residencia vivió hasta los veinte años de edad.
Desde 1996 hasta el 2003, Llorente fue pasando por las diferentes categorías del Athletic participando en la División de Honor Juvenil y en la Copa del Rey Juvenil de Fútbol. hasta que en 2003 ascendió al segundo equipo filial del club, el Club Deportivo Basconia, que competía en Tercera División.
En la temporada 2003-04, con dieciocho años, fue incorporado al Club Deportivo Basconia, segundo filial del Athletic en Tercera División. Marcó 12 goles en 33 partidos disputados. Durante este periodo estuvo a punto de abandonar el Club por desavenencias con la directiva debido a un contrato-tipo que no quería firmar y por estar toda la temporada sin ingresar nómina. Incluso durante su estancia en el Juvenil, el Arsenal F. C. intentó llevárselo a Londres, pero la elección del nuevo presidente, Fernando Lamikiz, impidió su salida y concilió la situación.
En la temporada 2004-05 pasó a formar parte del Bilbao Athletic, el primer filial del club, que competía en la Segunda División B. Antes de finalizar la campaña, con 4 goles anotados en 16 encuentros disputados, fue ascendido a la primera plantilla del Athletic Club.

### Sus años dorados con el Athletic Club
El 16 de enero de 2005, el entrenador del Athletic Club, Ernesto Valverde, hizo debutar a Llorente en Primera División durante el partido Athletic Club 1-1 R. C. D. Espanyol en San Mamés. El 19 de enero de 2005, tres días después de debutar con «Los leones de San Mamés»

logró su primer hat-trick durante el partido de vuelta de los octavos de final de la Copa del Rey. Los goles llegaron en los minutos 32', 58' y 65', con un resultado final de Athletic 6-0 U. D. Lanzarote. Sus dos primeros goles en Primera División fueron en un partido ante el Levante (3-1). Durante la temporada 2004-05, Llorente participó en 15 partidos de La Liga anotando 3 goles y 4 encuentros de Copa del Rey anotando 3 goles. Disputó la eliminatoria dieciseisavos de final de la Copa de la UEFA ante el FK Austria de Viena, que supuso la eliminación de «Los leones» tras haberse clasificado líder en la fase de grupos tras vencer, entre otros partidos, al Standard de Lieja por 1 a 7. Tras su ascenso, Fernando se convirtió en el primer jugador de la «era Lamikiz» en renovar su vínculo con el Athletic Club, prorrogando su contrato hasta el año 2008 y con una cláusula de 30 millones de euros.
En la temporada 2005-06, el ariete anotó solo dos goles en Liga, en San Mamés contra la Real Sociedad y en el Camp Nou contra el F. C. Barcelona. El Athletic estuvo luchando durante toda la temporada por mantenerse en Primera División, objetivo que se consiguió en la penúltima jornada. Por su parte, el delantero no fructificó como se esperaba y, acompañado de alguna lesión, fue perdiendo la confianza del nuevo entrenador Mendilibar, entrenador que solo capitaneó hasta la décima jornada de La Liga. Su sustituto, Clemente, tampoco apostó por el delantero. Durante la temporada jugó tres partidos de Copa del Rey, en los que logró dos goles frente al C.E. L'Hospitalet en noviembre de 2005.
A pesar de la falta de minutos, durante el penúltimo partido de La Liga en «La Catedral» frente al Real Zaragoza, el 3 de mayo de 2006; entró en el minuto 68' sustituyendo a Amorebieta, y en el minuto 75' dejó una acción para el recuerdo. Asistió a Yeste, tras una gran acción individual bordeando la línea de fondo, que marcó el definitivo 1-0 con la derecha.
El 13 de julio de 2006, Fernando Llorente renovó, en el Palacio de Ibaigane, sede oficial del club, con el Athletic, bajo la presidencia de Fernando Lamikiz, un contrato que concluía en 2008 y que fue alargado hasta el 2011.
Durante la pretemporada 2006-07, el entrenador Clemente fue destituido y el nuevo entrenador, Félix Sarriugarte, también fue cesado tras 12 jornadas, por Mané. El ariete solo dispuso de 560 minutos en toda la temporada, en los que marcó dos goles. El primero frente al Valencia C. F. en Mestalla, en noviembre de 2006, que supuso el 1-1 en el descuento. El segundo, contra el Real Madrid en San Mamés que solo sirvió para maquillar el resultado (1-4).
En esta campaña, el Athletic Club logró la permanencia en la última jornada sumido en una de sus peores crisis deportivas de su historia, periodo conocido como el bienio negro, con lo que la progresión del delantero se vio afectada y no gozó de grandes oportunidades hasta llegada de Joaquín Caparrós en 2007.
En los inicios de la temporada 2007-08, la salida del veterano delantero Ismael Urzaiz y el fichaje del entrenador andaluz Joaquín Caparrós resultó fundamental, tanto para el Athletic Club como para el jugador. A pesar de ser titular en la primera jornada, Llorente comenzó a ser utilizado como recambio en la segunda parte. El 2 de diciembre vivió su primer gran partido como rojiblanco gracias al doblete anotado ante el Valencia, que permitió lograr una victoria en Mestalla después de veinte años. El 10 de febrero inició una racha goleadora de cuatro goles en cuatro partidos (Levante, Atlético de Madrid, Villarreal y Almería). El 20 de abril logró un nuevo doblete ante el Valencia en la goleada por 5 a 1 en San Mamés. Terminó la temporada anotando once goles en 35 partidos de Liga, si bien, solo fueron reconocidos diez de ellos al considerarse gol en propia puerta de Thuram uno de ellos.
En la temporada 2008-09 cumplió los 100 partidos en La Liga frente al Getafe Club de Fútbol el 28 de septiembre.

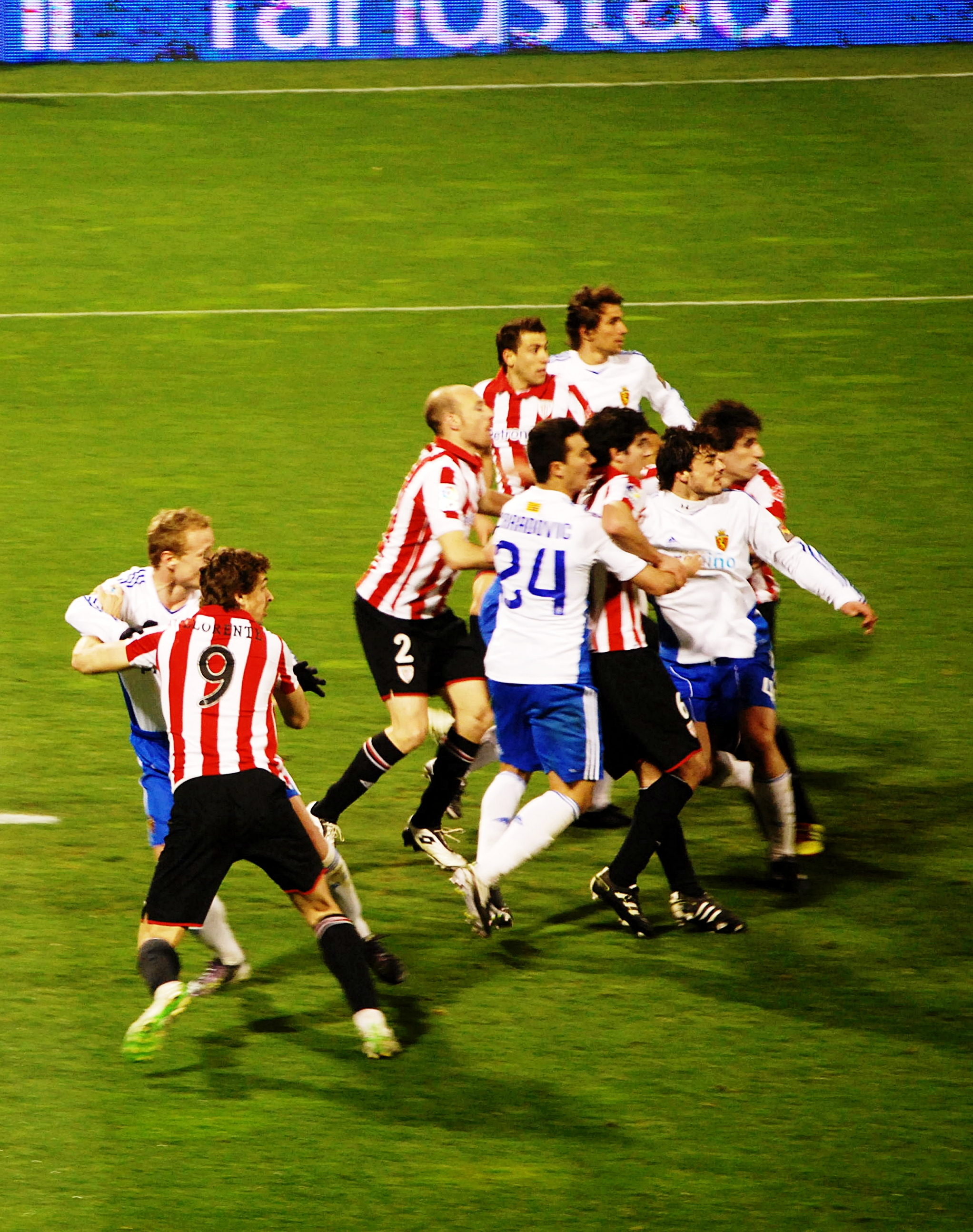
Llorente «dorsal 9» en un partido de 2010 frente al Real Zaragoza.

El 12 de noviembre, en el minuto 75' del partido de vuelta de Copa del Rey entre el Recreativo de Huelva y el Athletic en el Estadio Nuevo Colombino, Llorente lanzó el primer penalti en su carrera profesional marcando el 2-1, clasificando al equipo para octavos de final. Su buen inicio de campaña fue premiado por primera vez el 14 de noviembre, con una convocatoria para la Selección española. En la eliminatoria de semifinales ante el Sevilla marcó un gol en cada partido, ayudando al equipo a clasificarse para una final de Copa 24 años después. El 13 de mayo de 2009, disputó la Final de la Copa del Rey con el Athletic Club frente al F. C. Barcelona quedando subcampeón.
Entre Liga y Copa disputó 43 partidos y marcó 17 goles, que le valieron para ser el pichichi del equipo. La continua progresión como futbolista y su buena posición en el campo consagraron a Llorente como referencia en ataque y como el jugador más importante del Athletic Club durante la temporada 2008-2009.
En la temporada 2009-10 su rendimiento siguió en progresión. Comenzó la campaña logrando dos tantos en la fase previa de la Liga Europa ante Young Boys y Tromsø. Entre el 17 y el 20 de septiembre anotó sendos dobletes ante Austria de Viena y Villarreal. El 4 de octubre de 2009, el jugador quedó inconsciente en el terreno de juego, debido a un fuerte golpe en la cabeza que le propinó Nivaldo durante un partido contra el Real Valladolid, por el que tuvo que ser hospitalizado. El 25 de octubre renovó su contrato con el club hasta junio de 2013 bajo la presidencia de Fernando García Macua. El 16 de enero dio la victoria a su equipo ante el Real Madrid con un tanto a los 3 minutos de juego. Durante esta campaña disputó 37 partidos en La Liga, en los que anotó 14 tantos. En Liga Europa de la UEFA jugó 11 partidos y marcó 8 goles. En total anotó 22 goles, siendo el máximo goleador del equipo en todas las categorías oficiales de la temporada. Sus marcas superaron a las del propio Julen Guerrero, que marcó 21 goles oficiales con el Athletic Club en la temporada 1993/1994.
Para la temporada 2010-11, Llorente venía de ganar la Copa Mundial en Sudáfrica con la selección española. Marcó en las tres primeras jornadas de Liga frente a Hércules, Atlético de Madrid y Sporting de Gijón. En 38 partidos en La Liga consiguió 18 goles, siendo el quinto máximo goleador de la competición. La victoria en la última jornada ante el Racing, en la que anotó uno de los goles, permitió al equipo clasificarse en sexto lugar y participar en la siguiente edición de la Liga Europa.
Durante ese verano, hubo un cambio de entrenador en el Athletic Club; Joaquín Caparrós, el tercer entrenador de la historia del Athletic con más partidos, 187, abandonó su cargo tras lograr el objetivo por el que fue contratado, estar clasificado para jugar la Liga Europa de la UEFA. Fue sustituido por el entrenador Marcelo Bielsa. Así, el Athletic alcanzó la final de la Copa del Rey y se clasificó para disputar la final de la Liga Europa tras 35 años sin hacerlo, eliminando a equipos como el Paris Saint-Germain, Lokomotiv, Manchester United, Schalke 04 y Sporting de Portugal.
La temporada 2011-12 la emprendió con molestias en la rodilla izquierda hasta que en el partido frente al Slovan Bratislava, el 1 de diciembre, se resintió al sufrir una gonalgia a los 45 minutos de partido y tuvo que llevar un proceso de recuperación bastante lento, ya que al intentar forzar, el dolor remitía y su concurso era desaconsejable. Llorente volvió a disputar partidos tras su lenta recuperación un mes después. El 28 de enero, logró su segundo hat-trick frente al Rayo Vallecano, triplete que no conseguía desde hacía siete años en un partido oficial y el primero en La Liga. Sus goles llegaron en los minutos 15', 23' y 65' en el campo de fútbol de Vallecas sentenciando la victoria del Athletic Club por 2-3. Tres días después, el 31 de enero, marcó en las semifinales de Copa, frente al CD Mirandés en el estadio municipal de Anduva, su gol número 100 como jugador del conjunto «rojiblanco».
El 8 de marzo marcó uno de los goles en la histórica victoria en Old Trafford ante el United de Ferguson (2-3) en la ida de los octavos de final. El 15 de marzo marcó su gol número 12 en Liga Europa, en San Mamés, ante el Manchester United con un magnífico remate de volea, dando así el pase a la siguiente ronda. Con este gol, el primero del partido en el minuto 23', superaba a Dani batiendo el récord de ser el máximo goleador del Athletic Club en competiciones europeas. Posteriormente, marcó otros dos tantos en la ida de cuartos de final ante el FC Schalke 04 de Raúl. El 26 de abril marcó el gol que desequilibró las semifinales ante el Sporting de Portugal, en los minutos finales, dando el pase al Athletic Club a la final de Bucarest del 9 de mayo de 2012 frente al Atlético de Madrid. El equipo quedó subcampeón tanto de la Liga Europa como de la Copa del Rey. Fernando Llorente terminó la temporada con siete goles en quince partidos de Liga Europa, y como ganador del Trofeo Zarra, que premia al máximo goleador nacional de La Liga con 17 tantos, además de obtener el sexto puesto de máximo goleador de La Liga 2011/2012 y el segundo en la Copa del Rey.

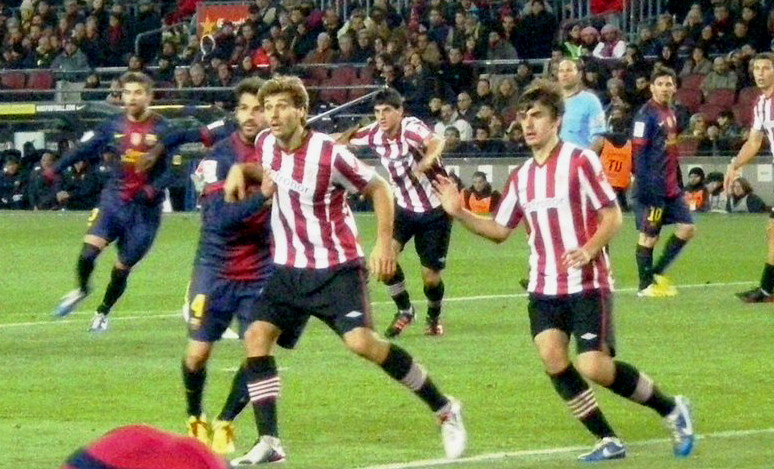
Fernando Llorente durante un partido ante el Barça defendido por Cesc Fàbregas.

Llorente emprendió la temporada 2012-13 habiendo disfrutado solo de 18 días de vacaciones, tras el triunfo de la Eurocopa 2012, con dobles sesiones de entrenamiento en Lezama para hacer frente a los partidos de clasificación de la Liga Europa de la UEFA.
El 2 de agosto durante el primer partido de esta competición, en San Mamés, el jugador fue silbado por un sector debido a la prolongación de renovación de su contrato con el Athletic, que vencía en junio de 2013. Poco después, el 13 de agosto, el presidente del club, Josu Urrutia, dio a conocer en una rueda de prensa, que el jugador le había comunicado la decisión de no renovar su contrato. Desde la particularidad del suceso, los simpatizantes «rojiblancos» se dividían, entre los que requerían que abandonase el Athletic Club y los que anhelaban y manifestaban su cariño para que renovase. Así, la postura de la entidad «rojiblanca» era la de remitirse a la cláusula de 36 millones de euros si algún equipo quería incorporarlo, cláusula que los clubes interesados en el jugador no estaban dispuestos a pagar ya que quedaba libre en menos de un año.
En la cuarta jornada de La Liga de la temporada 2012-13, reapareció en el Estadio Cornellà-El Prat frente al Espanyol tras más de cinco semanas de ausencia por motivos físicos, marcando su primer gol de la campaña y cumpliendo su partido oficial número 300 con el Athletic Club. Entró al campo en el minuto 69', en sustitución de Isma López, y en el minuto 70' marcó el gol del empate a dos tras la asistencia de Iker Muniain en un partido que acabó con una igualada a tres goles. El 1 de noviembre disputó su primer partido como titular de la temporada en la primera ronda de la Copa del Rey, frente a SD Eibar, en el estadio municipal de Ipurúa.
El 4 de diciembre, tras cinco meses de silencio, Fernando Llorente comparecía en rueda prensa para hablar, por primera vez, de su decisión firme de no seguir en el Athletic.
El 24 de enero de 2013, el director general de la Juventus de Turín anunciaba el fichaje de Fernando Llorente por la Juve, club del que pasaría a formar parte el 1 de julio de 2013, tras finalizar su contrato con el Athletic. En los últimos partidos de la temporada marcó tres goles determinantes ante el Deportivo de la Coruña (1-1), Mallorca (2-1) y Zaragoza (1-2), que ayudaron al equipo a alejarse de los últimos puestos de la clasificación. Además su gol al cuadro bermellón fue, a la postre, el último tanto de un jugador del Athletic Club en el Estadio de San Mamés.

### Proyección internacional con altibajos

#### Etapas en Italia, España e Inglaterra
El 1 de julio de 2013, fue presentado ante los medios como nuevo jugador de la Juventus FC, firmando por cuatro temporadas y luciendo el número «14» de la «squadra bianconera». Fue el segundo jugador español en jugar en las filas de la escuadra italiana tras Luis Del Sol. El 22 de septiembre de 2013, marcó su primer tanto con la «vecchia signora», dándole la victoria al equipo ante el Hellas Verona. El 23 de octubre marcó su primer gol en Liga de Campeones en una derrota ante el Real Madrid (2-1). A lo largo de la temporada se fue asentando como delantero centro titular, formando una gran dupla de ataque junto a Carlos Tévez. Terminó la temporada con cinco goles en los ocho últimos partidos, que contribuyeron para que la Juventus lograra su tercer Scudetto consecutivo con 102 puntos. Inició su segunda campaña en el equipo italiano como titular, pero fue perdiendo protagonismo en favor de Álvaro Morata. Terminó la temporada logrando su segundo Scudetto particular, su primera Copa de Italia y disputando los últimos minutos de la final de la Liga de Campeones ante el FC Barcelona. Comenzó la temporada 2015-16 en el equipo italiano, logrando la Supercopa de Italia ante la Lazio. Finalmente, llegó un acuerdo para rescindir su contrato y marchar libre al Sevilla FC en los últimos días de agosto.

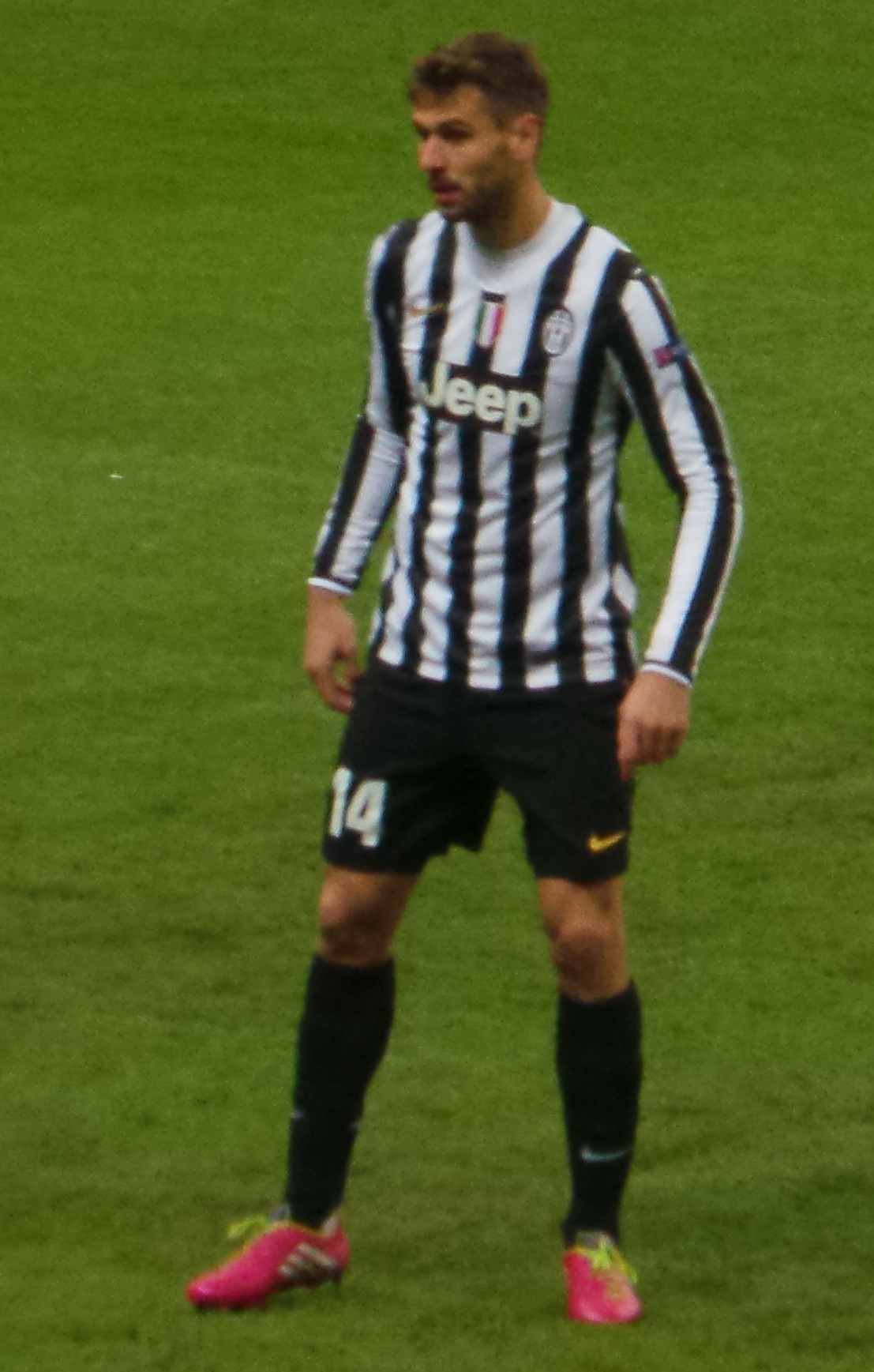
Llorente en su etapa en Turín.

El delantero internacional español proveniente de la Juventus de Turín firmó, el 27 de agosto de 2015, su contratación con el Sevilla Fútbol Club por tres temporadas, con una cláusula de rescisión del contrato de veinte millones de euros. Al día siguiente, fue presentado en el Estadio Ramón Sánchez-Pizjuán ante 10 000 sevillistas, que abarrotaron las dos gradas de la tribuna de preferencia. El 30 de agosto debutó como titular en una derrota por 0 a 3 ante el Atlético de Madrid. El 20 de septiembre, en su tercer partido oficial, logró su primer tanto con el conjunto hispalense en una derrota por 1 a 2 ante el Celta de Vigo. El 8 de diciembre marcó un gol decisivo que permitió lograr el triunfo, en la última jornada de la fase de grupos de la Liga de Campeones, ante la Juventus de Turín. Este gol permitió al equipo acceder a los dicesiesavos de la Liga Europa. En el partido de ida de esa misma ronda logró un doblete ante el Molde FK noruego que allanó el camino a la siguiente ronda. Sin embargo, nunca consiguió ganarse la confianza de Unai Emery en el club hispalense; prueba de ello son los 17 partidos que salió desde el banquillo o que no participó en ningún encuentro de Liga Europa desde los octavos de final. Tras firmar una temporada decepcionante, se marchó a la Premier League al fichar por el Swansea City a cambio de seis millones de euros.
El 4 de agosto de 2016, el club galés Swansea City Association Football Club anunció un acuerdo por el traspaso del jugador, que firmó por dos temporadas más una opcional, integrante de la Premier League de Inglaterra. El 24 de septiembre marcó su primer gol en Premier League en una derrota por 1 a 3 ante el Manchester City. Tras un inicio dubitativo, pasó a ser la referencia ofensiva del equipo a partir del heroico doblete anotado en el descuento ante el Crystal Palace (5-4) el día 26 de noviembre. En su siguiente partido como local, el 10 de diciembre, anotó un nuevo doblete ante el Sunderland. El 21 de enero, con un brillante doblete en apenas cuatro minutos, abrió el camino de la victoria de su equipo en Anfield (2-3) ante el Liverpool. Esta victoria permitió sacar a su equipo de los puestos de descenso, en los que llevaba más de tres meses. El 4 de marzo marcó el cuarto doblete de la temporada, el último de ellos en el descuento, ayudando a un nuevo triunfo del equipo ante el Burnley. El 22 de abril abrió el marcador en un encuentro ante el Stoke City (2-0), volviendo así a la senda de la victoria después de un mes y medio. A pesar de ello, el equipo galés llegó en descenso a las tres últimas jornadas. Un gol suyo de cabeza permitió ganar al Everton (1-0) en la jornada 36 y colocarse en 17.º lugar. En la siguiente jornada inauguró el luminoso ante el Sunderland (0-2) que permitieron alcanzar los ansiados 38 puntos que, un día después, certificaron la permanencia. El 21 de mayo, ya sin nada en juego, marcó el tanto del triunfo en el minuto 86 ante el West Bromwich Albion para lograr su 15.º gol en la Premier League 2016-17.
El 31 de agosto de 2017, fichó por el Tottenham Hotspur Football Club de la Premier League de Inglaterra a cambio de 17 millones de euros, firmando por dos temporadas. En el equipo inglés estuvo a la sombra de la gran estrella Harry Kane. En las pocas oportunidades que tuvo como titular respondió con goles, ya que marcó en su primera titularidad tanto en Premier League como en Liga de Campeones. El 28 de febrero de 2018 logró un hat-trick ante el Rochdale cuando salió de inicio en la FA Cup.
El 4 de enero de 2019 marcó su segundo triplete con el club inglés en un encuentro correspondiente a la tercera ronda de la FA Cup ante el Tranmere Rovers. El 13 de enero, Harry Kane se lesionó el tobillo izquierdo, por lo que las oportunidades del delantero aumentaron en gran medida. El 24 de enero marcó de cabeza al Chelsea en la vuelta de semifinales de la Copa de la Liga, permitiendo así forzar la prórroga en la que, finalmente, fueron eliminados. El 30 de enero, con su tanto de cabeza en el minuto 87, dio la victoria al equipo londinense ante el Watford por 2 a 1. El 13 de febrero, tras rematar de cabeza un saque de esquina, puso el 3-0 definitivo en el triunfo ante el Borussia Dortmund en los octavos de final. El 17 de abril fue el héroe inesperado al marcar el tercer gol de su equipo, ante el Manchester City en el Etihad Stadium, que dio acceso a las semifinales de la Liga de Campeones. El 8 de mayo completó una destacada actuación en la vuelta de semifinales ante el Ajax (2-3). Saltó al campo tras el descanso, con 2-0 en contra, y realizó una gran trabajo que facilitó la remontada del club londinense.

### Retorno a Italia y últimos años en España
El 2 de septiembre de 2019, estando libre tras finalizar su contrato con el Tottenham, la Società Sportiva Calcio Napoli hizo oficial su incorporación para las siguientes dos temporadas. El 14 de septiembre debutó en San Paolo, frente a la Sampdoria (2-0), dando una asistencia de gol a los dos minutos de entrar al campo en sustitución de Hirving Lozano. Tres días después anotó su primer gol, en tiempo de descuento, en el triunfo ante el Liverpool (2-0) de la primera jornada de la Liga de Campeones. El 22 de septiembre marcó un doblete en la victoria ante el Lecce (1-4).
En octubre de 2020 estuvo a punto de regresar al Athletic Club, pero finalmente su fichaje no se llevó a cabo debido a la división de opiniones en la directiva. El 27 de enero de 2021 firmó un contrato de un año y medio con el Udinese Calcio. Sin embargo, seis meses después quedó libre tras jugar catorce partidos y marcar un gol.
El 27 de octubre de 2021 se comprometió con la Sociedad Deportiva Eibar de la Segunda División hasta final de temporada. Tras más de un año sin marcar, el 20 de marzo de 2022 remató de cabeza un córner de Ager Aketxe en un encuentro ante la SD Ponferradina (2-2), aunque minutos después fue expulsado por primera vez en su carrera por roja directa.

## Selección nacional

### Categorías inferiores
Fernando Llorente fue convocado con la selección sub-20, en junio de 2005, para disputar el Mundial Sub-20 de Países Bajos junto a Fàbregas, Silva, Zapater, Juanfran y Jonathan Soriano, entre otros. Fueron eliminados en cuartos de final, pero Llorente tuvo una gran actuación al marcar 5 goles, lo que le valió para recibir la Bota de Plata del campeonato, a un gol de Lionel Messi. Se convirtió en un habitual en las selecciones sub-20 y sub-21, con la que también disputó los partidos clasificatorios para la Eurocopa Sub-21 de 2006 junto a Puerta, Albiol, Moyá, Arbeloa o Iniesta, entre otros.

### Categoría absoluta

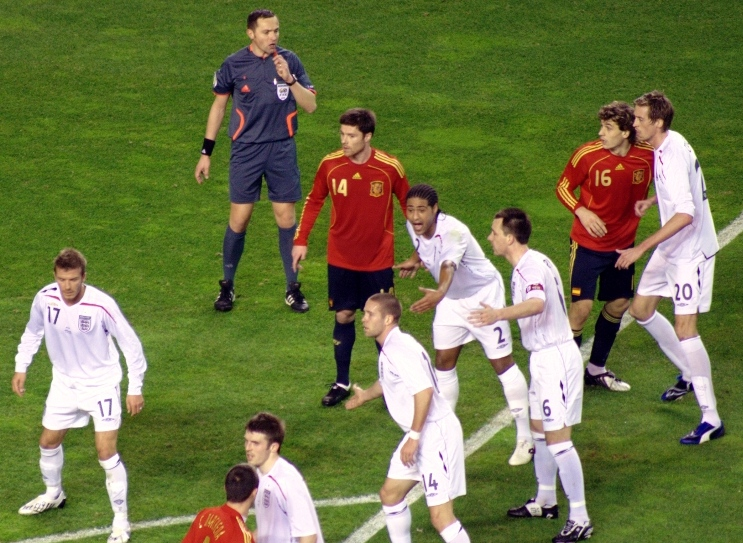
Llorente, «dorsal 16», defendido por Peter Crouch momentos antes de su primer gol con la selección frente a.

El ariete fue convocado por primera vez con la selección nacional absoluta, el 14 de noviembre de 2008, entrando en la lista del técnico Vicente del Bosque. Su debut con «La Roja»
, llegó el 19 de noviembre de 2008. Portando el dorsal «16» entró al campo al sustituir a Xavi Hernández en el minuto 71 de partido, en un amistoso contra Chile en el Estadio El Madrigal. El resultado de su debut terminó con un 3-0 a favor de España.
El 11 de febrero de 2009 disputó su segundo partido con la absoluta, un amistoso frente Inglaterra en el Estadio Ramón Sánchez Pizjuán de Sevilla. Entró en el minuto 63 de partido sustituyendo a Torres, y tras un saque de falta de Xavi al interior del área, Llorente de cabeza logró el 2-0 en el minuto 82, su primer gol como internacional.
Fue convocado para disputar la Copa FIFA Confederaciones 2009. Durante el torneo jugó dos de cinco partidos que disputó la selección, ambos contra Sudáfrica en el Estadio Free State de Bloemfontein. En el partido de primera fase disputado el 20 de junio de 2009, entró en el minuto 60' en sustitución de Torres y en el minuto 72', logró el 2-0, marcando su segundo gol con la absoluta.
Desde su debut, había portado con la selección el dorsal «16», pero desde las convocatorias del 2010 en adelante, portaria el «19».
El 20 de mayo de 2010, el técnico de la selección, Vicente Del Bosque, notificó la presencia de Fernando Llorente entre los convocados para disputar la Copa Mundial de Fútbol de 2010. Fernando vio, desde el banquillo, como su equipo disputaba y ganaba (excepto el partido de debut en el mundial contra Suiza) los partidos de fase de grupos contra Suiza, Honduras y Chile pasando de ronda como primera de grupo.
El 29 de junio de 2010, en el Estadio Green Point de Sudáfrica se disputó el partido de España contra Portugal en el cual Llorente pudo debutar en el torneo. Lo hizo en el minuto 58', relevando a Fernando Torres. Su presencia mejoró el juego del equipo español y el combinado español logró la victoria gracias a un solitario gol de David Villa a pase de Xavi.

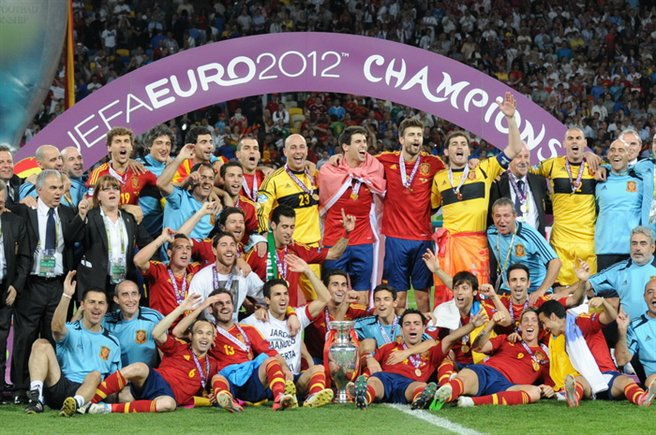
Llorente junto al resto de la celebrando el triunfo de la Eurocopa 2012 conquistado en Kiev.

Aunque breve, el jugador apenas disputó los últimos 30 minutos del partidos, su actuación fue bien valorada por la prensa que destacó su labor en un partido con futuro incierto. El 11 de julio de 2010, sin la participación de Llorente España disputó la Final de la Copa Mundial de Fútbol de 2010 en el Estadio Soccer City de Johannesburgo: Países Bajos 0;1 España, proclamándose Campeones del Mundo.
El 8 de octubre de 2010, en el Estadio Helmántico de Salamanca disputó su tercer partido como titular frente a Lituania. El delantero logró dos goles de cabeza que daban la segunda victoria de la selección española en la fase de clasificación para la Eurocopa 2012. La victoria se la llevó España con un resultado de 3-1, con doblete para Fernando que marcaba su quinto y sexto gol. Les dedicó los dos goles a sus padres, presentes en el estadio. Tres días después, el 12 de octubre de 2010, en el Hampden Park de Glasgow se disputó el otro partido de clasificación para la Eurocopa 2012 contra Escocia. El riojano marcó en el minuto 78', cuando apenas llevaba un par de minutos en el campo, su séptimo gol con la «La Roja» tras una asistencia de Capdevila desde la banda izquierda rematada con la pierna derecha.
El 29 de marzo de 2011 en el Estadio S. Darius y S. Girėnas Llorente fue titular frente a Lituania. Al final del partido de clasificación para la Euro 2012 España venció por 1-3. La anécdota del partido contra Lituania tuvo lugar cuando, el delantero salió al campo a jugar con una camiseta en la que no lucía la estrella que acredita a la selección como campeona del mundo. Poco después se hacía público que el gesto de no llevar la estrella ese día en la camiseta era difundir el proyecto solidario «Dona tu estrella» de la ONG «Save the Children». Este gesto fue repetido por todos los jugadores, excepto Llorente que ya la había donado, en un amistoso contra China.
En mayo de 2012, el ariete fue incluido por Vicente del Bosque en la lista oficial de seleccionados para disputar la Eurocopa en Ucrania y Polonia, competición en la que la selección de Fútbol de España resultó vencedora frente a Italia el 1 de julio de 2012 en el Estadio Olímpico de Kiev y en la que Llorente no disputó ningún minuto de juego en la fase final de la Eurocopa 2012 a pesar de su buen papel en la fase de clasificación.

## Estadísticas

### Clubes
Actualizado al último partido disputado el 5 de enero de 2022.
Según las actas oficiales en sus estadísticas con el Athletic Club, se le contabilizan dos goles en el Campeonato de Liga de España que algunas fuentes señalan como autogoles, y caso contrario en un gol en la Copa de España, autogol según acta oficial y que algunas fuentes señalan como propio del jugador. Suma así con los bilbaínos 333 partidos y 117 goles.
| Club                               | Temporada    | Div.         | Liga  | Liga  | Liga   | Copas | Copas | Copas  | Internacional | Internacional | Internacional | Total | Total | Total  | Media goleadora |
| Club                               | Temporada    | Div.         | Part. | Goles | Asist. | Part. | Goles | Asist. | Part.         | Goles         | Asist.        | Part. | Goles | Asist. | Media goleadora |
| ---------------------------------- | ------------ | ------------ | ----- | ----- | ------ | ----- | ----- | ------ | ------------- | ------------- | ------------- | ----- | ----- | ------ | --------------- |
| C. D. Basconia · España            | 2003-04      | 3.ª          | 33    | 12    | ?      | —     | —     | —      | Inaccesibles  | Inaccesibles  | Inaccesibles  | 33    | 12    | 0+     | 0.36            |
| Bilbao Athletic · España           | 2004-05      | 2.ª B        | 16    | 4     | ?      | —     | —     | —      | —             | —             | —             | 16    | 4     | 0+     | 0.25            |
| Athletic Club · España             | 2004-05      | 1.ª          | 15    | 3     | —      | 4     | 3     | —      | 1             | —             | —             | 20    | 6     | 0      | 0.30            |
| Athletic Club · España             | 2005-06      | 1.ª          | 22    | 2     | —      | 3     | 2     | —      | —             | —             | —             | 25    | 4     | 0      | 0.16            |
| Athletic Club · España             | 2006-07      | 1.ª          | 23    | 2     | 3      | —     | —     | —      | —             | —             | —             | 24    | 2     | 3      | 0.08            |
| Athletic Club · España             | 2007-08      | 1.ª          | 35    | 11    | 3      | 5     | 1     | 1      | —             | —             | —             | 40    | 12    | 4      | 0.30            |
| Athletic Club · España             | 2008-09      | 1.ª          | 34    | 14    | 4      | 9     | 4     | —      | —             | —             | —             | 43    | 18    | 4      | 0.42            |
| Athletic Club · España             | 2009-10      | 1.ª          | 37    | 14    | 5      | 3     | —     | 1      | 11            | 8             | 2             | 51    | 22    | 8      | 0.43            |
| Athletic Club · España             | 2010-11      | 1.ª          | 38    | 18    | 6      | 3     | 1     | —      | —             | —             | —             | 41    | 19    | 6      | 0.46            |
| Athletic Club · España             | 2011-12      | 1.ª          | 32    | 17    | 1      | 6     | 5     | —      | 15            | 7             | 4             | 53    | 29    | 5      | 0.55            |
| Athletic Club · España             | 2012-13      | 1.ª          | 26    | 4     | 1      | 2     | —     | —      | 8             | 1             | 2             | 36    | 5     | 3      | 0.14            |
| Athletic Club · España             | Total club   | Total club   | 262   | 85    | 23     | 36    | 16    | 2      | 35            | 16            | 8             | 333   | 117   | 33     | 0.35            |
| Juventus F. C. · Italia            | 2013-14      | 1.ª          | 34    | 16    | 5      | 1     | —     | —      | 10            | 2             | 1             | 45    | 18    | 6      | 0.40            |
| Juventus F. C. · Italia            | 2014-15      | 1.ª          | 31    | 7     | 1      | 5     | 1     | 1      | 9             | 1             | 2             | 45    | 9     | 4      | 0.20            |
| Juventus F. C. · Italia            | 2015-16      | 1.ª          | 1     | —     | —      | 1     | —     | —      | —             | —             | —             | 2     | 0     | 0      | 0               |
| Juventus F. C. · Italia            | Total club   | Total club   | 66    | 23    | 6      | 7     | 1     | 1      | 19            | 3             | 3             | 92    | 27    | 10     | 0.29            |
| Sevilla F. C. · España             | 2015-16      | 1.ª          | 23    | 4     | 4      | 6     | —     | —      | 7             | 3             | 1             | 36    | 7     | 5      | 0.19            |
| Swansea City A. F. C. Gales        | 2016-17      | 1.ª          | 33    | 15    | 1      | 2     | —     | —      | —             | —             | —             | 35    | 15    | 1      | 0.43            |
| Tottenham Hotspur F. C. Inglaterra | 2017-18      | 1.ª          | 16    | 1     | —      | 8     | 3     | —      | 7             | 1             | 1             | 31    | 5     | 1      | 0.16            |
| Tottenham Hotspur F. C. Inglaterra | 2018-19      | 1.ª          | 20    | 1     | 4      | 6     | 5     | —      | 9             | 2             | 1             | 35    | 8     | 5      | 0.23            |
| Tottenham Hotspur F. C. Inglaterra | Total club   | Total club   | 36    | 2     | 4      | 14    | 8     | 0      | 16            | 3             | 2             | 66    | 13    | 6      | 0.20            |
| S. S. C. Napoli · Italia           | 2019-20      | 1.ª          | 17    | 3     | 1      | 1     | —     | —      | 6             | 1             | —             | 24    | 4     | 1      | 0.17            |
| S. S. C. Napoli · Italia           | 2020-21      | 1.ª          | 3     | —     | —      | 2     | —     | —      | —             | —             | —             | 5     | 0     | 0      | 0               |
| S. S. C. Napoli · Italia           | Total club   | Total club   | 20    | 3     | 1      | 3     | 0     | 0      | 6             | 1             | 0             | 29    | 4     | 1      | 0.14            |
| Udinese Calcio · Italia            | 2020-21      | 1.ª          | 14    | 1     | —      | —     | —     | —      | —             | —             | —             | 14    | 1     | 0      | 0.07            |
| S. D. Eibar · España               | 2021-22      | 2.ª          | 20    | 2     | 1      | 2     | —     | —      | —             | —             | —             | 22    | 2     | 1      | 0.09            |
| Total clubes                       | Total clubes | Total clubes | 510   | 149   | 39     | 70    | 25    | 3      | 83            | 26            | 14            | 634   | 196   | 56     | 0.31            |
| 1. 2. 3.                           |              |              |       |       |        |       |       |        |               |               |               |       |       |        |                 |

### Selecciones
| Selección | Temporada         | Amistosos | Amistosos | Europeo(1) | Europeo(1) | Mundial(2) | Mundial(2) | Total | Total |
| Selección | Temporada         | Part.     | Goles     | Part.      | Goles      | Part.      | Goles      | Part. | Goles |
| --- | ----------------- | --------- | --------- | ---------- | ---------- | ---------- | ---------- | ----- | ----- |
| Sub-20 · España | 2005              | -         | -         | -          | -          | 4          | 5          | 4     | 5     |
| Sub-20 · España | Total             | 0         | 0         | 0          | 0          | 4          | 5          | 4     | 5     |
| Sub-21 · España | 2006              | -         | -         | 9          | 5          | -          | -          | 9     | 5     |
| Sub-21 · España | Total             | 0         | 0         | 9          | 5          | 0          | 0          | 9     | 5     |
| Absoluta · España | 2008              | 1         | 0         | -          | -          | -          | -          | 1     | 0     |
| Absoluta · España | 2009              | 1         | 1         | 1          | 0          | 2          | 1          | 4     | 2     |
| Absoluta · España | 2010              | 5         | 2         | 2          | 3          | 1          | 0          | 8     | 5     |
| Absoluta · España | 2011              | 3         | 0         | 3          | 0          | -          | -          | 6     | 0     |
| Absoluta · España | 2012              | 2         | 0         | -          | -          | -          | -          | 2     | 0     |
| Absoluta · España | 2013              | 3         | 0         | -          | -          | -          | -          | 2     | 0     |
| Absoluta · España | Total             | 15        | 3         | 6          | 3          | 3          | 1          | 24    | 7     |
| Total selecciones | Total selecciones | 15        | 3         | 15         | 8          | 7          | 6          | 36    | 17    |
| (1)Incluye datos de: clasificación al Mundial juvenil 2005, clasificación para la Eurocopa 2012 y fases de clasificación al Mundial (2010, 2014). (2) Incluye datos de la Copa FIFA Confederaciones 2009 y la Copa Mundial de Fútbol de 2010. |                   |           |           |            |            |            |            |       |       |

#### Participaciones en fases finales
| Torneo                  | Sede              | Resultado             |
| ----------------------- | ----------------- | --------------------- |
| Mundial Sub-20 de 2005  | Países Bajos      | Cuartos de final      |
| Eurocopa Sub-21 de 2006 | Portugal          | Fase de clasificación |
| Confederaciones 2009    | Sudáfrica         | Tercer lugar          |
| Copa del Mundo 2010     | Sudáfrica         | 'Campeón'             |
| Eurocopa 2012           | Polonia y Ucrania | 'Campeón'             |

### Goles como internacional absoluto
| Goles internacionales absolutos | Goles internacionales absolutos | Goles internacionales absolutos             | Goles internacionales absolutos | Goles internacionales absolutos | Goles internacionales absolutos | Goles internacionales absolutos       | Goles internacionales absolutos |
| #                               | Fecha                           | Lugar                                       | Rival                           | Gol                             | Res.                            | Competición                           | Enlace vídeo                    |
| ------------------------------- | ------------------------------- | ------------------------------------------- | ------------------------------- | ------------------------------- | ------------------------------- | ------------------------------------- | ------------------------------- |
| 1.                              | 11/02/2009                      | Estadio Sánchez Pizjuán, Sevilla, España    | Inglaterra                      | 2 – 0                           | 2 – 0                           | Amistoso                              | [ 148 ]                         |
| 2.                              | 20/06/2009                      | Estadio Free State, Bloemfontein, Sudáfrica | Sudáfrica                       | 2 – 0                           | 2 – 0                           | Copa FIFA Confederaciones 2009        | [ 149 ]                         |
| 3.                              | 29/05/2010                      | Estadio Tivoli Neu, Innsbruck, Austria      | Arabia Saudita                  | 2 – 3                           | 2 – 3                           | Amistoso                              | [ 150 ]                         |
| 4.                              | 07/09/2010                      | Estadio Monumental, Buenos Aires, Argentina | Argentina                       | 3 – 1                           | 4 – 1                           | Amistoso                              | [ 151 ]                         |
| 5.                              | 08/10/2010                      | Estadio Helmántico, Salamanca, España       | Lituania                        | 1 – 0                           | 3 – 1                           | Eurocopa 2012 - Fase de clasificación | [ 152 ] [ 153 ]                 |
| 6.                              | 08/10/2010                      | Estadio Helmántico, Salamanca, España       | Lituania                        | 2 – 1                           | 3 – 1                           | Eurocopa 2012 - Fase de clasificación | [ 152 ] [ 153 ]                 |
| 7.                              | 12/10/2010                      | Estadio Hampden Park, Glasgow, Escocia      | Escocia                         | 2 – 3                           | 2 – 3                           | Eurocopa 2012 - Fase de clasificación | [ 154 ]                         |

 Estadísticas actualizadas hasta el 12 de octubre de 2010

Fuente: FernandoLlorente.es / RFEF

### Tripletes
Actualizado al último disputado jugado el 27 de octubre de 2021.
| Partidos en los que anotó tres o más goles | Partidos en los que anotó tres o más goles | Partidos en los que anotó tres o más goles | Partidos en los que anotó tres o más goles         | Partidos en los que anotó tres o más goles | Partidos en los que anotó tres o más goles | Partidos en los que anotó tres o más goles |
| N.º                                        | Fecha                                      | Estadio                                    | Partido                                            | Goles                                      | Resultado                                  | Competición                                |
| ------------------------------------------ | ------------------------------------------ | ------------------------------------------ | -------------------------------------------------- | ------------------------------------------ | ------------------------------------------ | ------------------------------------------ |
| 1                                          | 19 de enero de 2005                        | San Mamés, Bilbao                          | Athletic Club - UD Lanzarote                       |                                            | 6 - 0                                      | Copa del Rey 2004-05                       |
| 2                                          | 28 de enero de 2012                        | Vallecas, Madrid                           | Rayo Vallecano - Athletic Club                     |                                            | 2 - 3                                      | Liga Española 2011-12                      |
| —                                          | 6 de agosto de 2014                        | Bung Karno, Yakarta                        | Indonesian Super League All-Stars - Juventus F. C. |                                            | 1 - 8                                      | Amistoso                                   |
| 3                                          | 28 de febrero de 2018                      | Wembley, Londres                           | Tottenham F. C. - Rochdale FC                      |                                            | 6 - 1                                      | FA Cup 2017-18                             |
| 4                                          | 4 de enero de 2019                         | Prenton Park, Birkenhead                   | Tranmere Rovers - Tottenham F. C.                  |                                            | 0 - 7                                      | FA Cup 2018-19                             |

## Perfil de jugador
Su posición natural es la de delantero centro. Se caracteriza por su olfato de gol, siendo referencia en ataque. Domina el juego aéreo, los tiros lejanos, sabe moverse en espacios pequeños y es fino con el balón en los pies. Con corpulencia física, muy poderoso, rápido y con agilidad. Dotado técnicamente para jugar con los compañeros, retener y proteger el balón y con un gran juego de espaldas a la portería, ofreciendo numerosas alternativas en el área rival.
Cuando debutó le vieron como sucesor de Urzaiz; implacable cabeceador. Cuando empezó a jugar de espaldas a la portería como Dani. Cuando se sacó la jugada personal, seguida por otras, frente al Real Zaragoza le compararon con Sarabia, el cual dice que Llorente «tiene una gran capacidad para bajar de espaldas balones imposibles, con los contrarios muy cerca, y luego jugarlos de cara. Sabe asomarse bien para jugar primero. Sabe resolver bien los pases divididos. Es habilidoso, coordinado. Juega con las dos piernas y tiene un juego aéreo descomunal». Según dice Iniesta: «Tiene una facilidad innata para encontrar el espacio, imponer su físico y tocar la pelota. Siempre las toca». Según Gerard Piqué: «Utiliza muy bien el cuerpo, en carrera es muy potente, es rápido. Es un delantero impresionante. Yo lo sufro muy a menudo, así que si te digo que es muy bueno...». Para Bielsa: «Llorente es un futbolista referencial, con gol, buena técnica y juego aéreo»».

## Vida personal
Fernando Llorente es navarro de nacimiento, por nacer en la Clínica Universitaria de Navarra, en Pamplona. Se considera riojano, de lo que presume, ya que vivió toda su infancia en el municipio de Rincón de Soto, La Rioja, localidad natal de su padre, en donde reside su familia.
Es hijo de Fernando Llorente e Isabel Torres y el menor de tres hermanos, Aitzabel, doce años mayor y Jesús Miguel (Chus), quince años mayor y su representante. En sus botas, lleva grabados los nombres de sus tres sobrinos; Teresa, Mikel y Lucía.
En su vida sentimental está casado con María Lorente, su novia donostiarra desde la adolescencia, una médica que trabaja en el Hospital de Basurto. Fernando y María se casaron el 20 de junio de 2015 en San Sebastián.

## Palmarés

### Títulos nacionales
| Título             | Club            | Año  |
| ------------------ | --------------- | ---- |
| Supercopa          | Juventus F. C.  | 2013 |
| Campeonato de Liga | Juventus F. C.  | 2014 |
| Campeonato de Liga | Juventus F. C.  | 2015 |
| Copa               | Juventus F. C.  | 2015 |
| Supercopa          | Juventus F. C.  | 2015 |
| Copa               | S. S. C. Napoli | 2020 |

### Títulos internacionales
Nota *: incluyendo la selección.
| Título         | Equipo *        | Año  |
| -------------- | --------------- | ---- |
| Meridian Cup   | España (sub-17) | 2003 |
| Copa del Mundo | España          | 2010 |
| Eurocopa       | España          | 2012 |
| Liga Europa    | Sevilla F. C.   | 2016 |

### Distinciones individuales
| Distinción futbolística                       | Año  |
| --------------------------------------------- | ---- |
| Bota de Plata del Mundial Sub-20              | 2005 |
| Trofeo Zarra (compartido con Roberto Soldado) | 2012 |

### Condecoraciones
| Distinción                                       | Año  |
| ------------------------------------------------ | ---- |
| Ciudadano de Honor de Rincón de Soto             | 2009 |
| Medalla de Oro - Real Orden del Mérito Deportivo | 2011 |

- El Ayuntamiento de Rincón de Soto, pueblo de Fernando Llorente, le homenajeó en 2010 al incorporar una placa en el polideportivo municipal en la que se puede leer: «Fernando Llorente Torres. Campeón del Mundo con la Selección Española de Fútbol en Sudáfrica 2010»[166] y siendo bautizado como «Polideportivo Fernando Llorente».[167]

### Marcas
- Gol 4.200.º del Athletic Club en Primera División.[168] El 14/03/2009 vs Real Madrid.
- Gol 4.300.º del Athletic Club en Primera División.[168] El 02/03/2011 vs Real Zaragoza.
- Máximo goleador del Athletic Club en las siguientes temporadas:
  - Temporada 2007/08 con 11 goles.
  - Temporada 2008/09 con 17 goles.
  - Temporada 2009/10 con 22 goles.
  - Temporada 2010/11 con 19 goles.
  - Temporada 2011/12 con 29 goles.
- Máximo goleador nacional de La Liga en la temporada 2011/12 con 17 goles (Trofeo Zarra).[169]
- Segundo máximo goleador en la historia del Athletic Club en UEFA Europa League con 16 goles.[3]

| Predecesor: Álvaro Negredo | Trofeo Zarra 2011/12                                    | Sucesor: Álvaro Negredo |
| Predecesor: Dani           | Máximo goleador de Europa League del Athletic 2012-2016 | Sucesor: Aritz Aduriz   |

## Filmografía
- Reportaje Canal+ (17/02/2014), «Fiebre Maldini: Fernando Llorente» en Movistar+.
- Entrevista a Fernando Llorente sobre su trayectoria (2018) en YouTube.